# Lista över fornlämningar i Norrköpings kommun (Å)
Lista över fornlämningar i Norrköpings kommun (Å) är en förteckning av ett urval av de fornlämningar som finns i Å i Norrköpings kommun.
| Namn                            | Lämningstyp                      | Tillkomsttid | Historisk indelning | Plats | Läge                 | ID-nr          | Bild                                      |
| ------------------------------- | -------------------------------- | ------------ | ------------------- | ----- | -------------------- | -------------- | ----------------------------------------- |
| Juskön (Å 1:1)                  | Fornborg                         |              | Å, Östergötland     |       | 58.474574, 16.486481 | 10054200010001 | Ladda upp en till bild av detta fornminne |
| Å 2:1                           | Hög                              |              | Å, Östergötland     |       | 58.497924, 16.465702 | 10054200020001 | Ladda upp en bild av detta fornminne      |
| Å 4:1                           | Gravfält                         |              | Å, Östergötland     |       | 58.495224, 16.461573 | 10054200040001 | Ladda upp en bild av detta fornminne      |
| Å 4:2                           | Runristning                      |              | Å, Östergötland     |       | 58.494597, 16.462069 | 10054200040002 | Ladda upp en bild av detta fornminne      |
| Å 5:1                           | Runristning                      |              | Å, Östergötland     |       | 58.496202, 16.502472 | 10054200050001 | Ladda upp en till bild av detta fornminne |
| Å 5:2                           | Runristning                      |              | Å, Östergötland     |       | 58.496157, 16.502516 | 10054200050002 | Ladda upp en till bild av detta fornminne |
| Å 5:3                           | Runristning                      |              | Å, Östergötland     |       | 58.496131, 16.502580 | 10054200050003 | Ladda upp en till bild av detta fornminne |
| Å 6:1                           | Stensättning                     |              | Å, Östergötland     |       | 58.503086, 16.515756 | 10054200060001 | Ladda upp en bild av detta fornminne      |
| Å 9:1                           | Stensättning                     |              | Å, Östergötland     |       | 58.490447, 16.476024 | 10054200090001 | Ladda upp en bild av detta fornminne      |
| Å 9:2                           | Stensättning                     |              | Å, Östergötland     |       | 58.490406, 16.475818 | 10054200090002 | Ladda upp en bild av detta fornminne      |
| Å 10:1                          | Stensättning                     |              | Å, Östergötland     |       | 58.491204, 16.453653 | 10054200100001 | Ladda upp en bild av detta fornminne      |
| Jätteberget (Å 11:1)            | Gravfält                         |              | Å, Östergötland     |       | 58.491187, 16.447630 | 10054200110001 | Ladda upp en bild av detta fornminne      |
| Å 12:1                          | Stensättning                     |              | Å, Östergötland     |       | 58.492505, 16.442970 | 10054200120001 | Ladda upp en bild av detta fornminne      |
| Å 13:1                          | Röse                             |              | Å, Östergötland     |       | 58.477900, 16.459345 | 10054200130001 | Ladda upp en bild av detta fornminne      |
| Brobyklacken, Boberget (Å 15:1) | Fornborg                         |              | Å, Östergötland     |       | 58.490855, 16.487976 | 10054200150001 | Ladda upp en bild av detta fornminne      |
| Brobyklacken, Boberget (Å 15:2) | Husgrund, förhistorisk/medeltida |              | Å, Östergötland     |       | 58.490718, 16.489288 | 10054200150002 | Ladda upp en bild av detta fornminne      |
| Å 20:1                          | Stensättning                     |              | Å, Östergötland     |       | 58.493574, 16.545872 | 10054200200001 | Ladda upp en bild av detta fornminne      |
| Å 20:2                          | Stensättning                     |              | Å, Östergötland     |       | 58.493573, 16.546036 | 10054200200002 | Ladda upp en bild av detta fornminne      |
| Å 21:1                          | Gravfält                         |              | Å, Östergötland     |       | 58.492971, 16.544189 | 10054200210001 | Ladda upp en bild av detta fornminne      |
| Å 22:1                          | Stensättning                     |              | Å, Östergötland     |       | 58.494090, 16.542402 | 10054200220001 | Ladda upp en bild av detta fornminne      |
| Å 23:1                          | Stensättning                     |              | Å, Östergötland     |       | 58.494643, 16.544146 | 10054200230001 | Ladda upp en bild av detta fornminne      |
| Å 24:1                          | Grav- och boplatsområde          |              | Å, Östergötland     |       | 58.492325, 16.531396 | 10054200240001 | Ladda upp en bild av detta fornminne      |
| Å 25:1                          | Röse                             |              | Å, Östergötland     |       | 58.493748, 16.525010 | 10054200250001 | Ladda upp en bild av detta fornminne      |
| Å 25:2                          | Stensättning                     |              | Å, Östergötland     |       | 58.493694, 16.524501 | 10054200250002 | Ladda upp en bild av detta fornminne      |
| Å 27:1                          | Gravfält                         |              | Å, Östergötland     |       | 58.505431, 16.520028 | 10054200270001 | Ladda upp en bild av detta fornminne      |
| Å 29:1                          | Stensättning                     |              | Å, Östergötland     |       | 58.504779, 16.517105 | 10054200290001 | Ladda upp en bild av detta fornminne      |
| Å 29:2                          | Stensättning                     |              | Å, Östergötland     |       | 58.504911, 16.517538 | 10054200290002 | Ladda upp en bild av detta fornminne      |
| Å 30:1                          | Hög                              |              | Å, Östergötland     |       | 58.504456, 16.517340 | 10054200300001 | Ladda upp en bild av detta fornminne      |
| Å 33:2                          | Stensättning                     |              | Å, Östergötland     |       | 58.489435, 16.511595 | 10054200330002 | Ladda upp en bild av detta fornminne      |
| Å 35:1                          | Gravfält                         |              | Å, Östergötland     |       | 58.482754, 16.504838 | 10054200350001 | Ladda upp en bild av detta fornminne      |
| Å ödekyrka (Å 36:1)             | Kyrka/kapell                     |              | Å, Östergötland     |       | 58.483535, 16.500453 | 10054200360001 | Ladda upp en till bild av detta fornminne |
| Å 36:2                          | Begravningsplats                 |              | Å, Östergötland     |       | 58.483477, 16.500059 | 10054200360002 | Ladda upp en bild av detta fornminne      |
| Å 38:1                          | Stensättning                     |              | Å, Östergötland     |       | 58.485771, 16.521090 | 10054200380001 | Ladda upp en bild av detta fornminne      |
| Å 38:2                          | Stensättning                     |              | Å, Östergötland     |       | 58.485634, 16.521067 | 10054200380002 | Ladda upp en bild av detta fornminne      |
| Å 40:1                          | Stensättning                     |              | Å, Östergötland     |       | 58.479692, 16.553283 | 10054200400001 | Ladda upp en bild av detta fornminne      |
| Å 42:1                          | Stensättning                     |              | Å, Östergötland     |       | 58.491409, 16.538683 | 10054200420001 | Ladda upp en bild av detta fornminne      |
| Å 42:2                          | Hög                              |              | Å, Östergötland     |       | 58.491386, 16.538874 | 10054200420002 | Ladda upp en bild av detta fornminne      |
| Å 43:1                          | Hög                              |              | Å, Östergötland     |       | 58.491511, 16.537310 | 10054200430001 | Ladda upp en bild av detta fornminne      |
| Å 44:1                          | Gravfält                         |              | Å, Östergötland     |       | 58.491357, 16.536422 | 10054200440001 | Ladda upp en bild av detta fornminne      |
| Å 46:1                          | Röse                             |              | Å, Östergötland     |       | 58.478772, 16.522274 | 10054200460001 | Ladda upp en bild av detta fornminne      |
| Höga Visten (Å 48:1)            | Fornborg                         |              | Å, Östergötland     |       | 58.489391, 16.522599 | 10054200480001 | Ladda upp en bild av detta fornminne      |
| Å 50:1                          | Stensättning                     |              | Å, Östergötland     |       | 58.504815, 16.489469 | 10054200500001 | Ladda upp en bild av detta fornminne      |
| Å 50:2                          | Stensättning                     |              | Å, Östergötland     |       | 58.504927, 16.489898 | 10054200500002 | Ladda upp en bild av detta fornminne      |
| Å 55:1                          | Stensättning                     |              | Å, Östergötland     |       | 58.508992, 16.524821 | 10054200550001 | Ladda upp en bild av detta fornminne      |
| Å 65:1                          | Stensättning                     |              | Å, Östergötland     |       | 58.505069, 16.487094 | 10054200650001 | Ladda upp en bild av detta fornminne      |
| Å 68:1                          | Gravfält                         |              | Å, Östergötland     |       | 58.496801, 16.472475 | 10054200680001 | Ladda upp en bild av detta fornminne      |
| Landsbacken (Å 69:1)            | Röse                             |              | Å, Östergötland     |       | 58.494975, 16.476036 | 10054200690001 | Ladda upp en bild av detta fornminne      |
| Landsbacken (Å 69:2)            | Stensättning                     |              | Å, Östergötland     |       | 58.494907, 16.475833 | 10054200690002 | Ladda upp en bild av detta fornminne      |
| Landsbacken (Å 69:3)            | Stensättning                     |              | Å, Östergötland     |       | 58.495075, 16.475358 | 10054200690003 | Ladda upp en bild av detta fornminne      |
| Landsbacken (Å 69:4)            | Stensättning                     |              | Å, Östergötland     |       | 58.495137, 16.475204 | 10054200690004 | Ladda upp en bild av detta fornminne      |
| Å 71:1                          | Hög                              |              | Å, Östergötland     |       | 58.501778, 16.476781 | 10054200710001 | Ladda upp en bild av detta fornminne      |
| Å 75:1                          | Röse                             |              | Å, Östergötland     |       | 58.503647, 16.514176 | 10054200750001 | Ladda upp en bild av detta fornminne      |
| Å 76:1                          | Stensättning                     |              | Å, Östergötland     |       | 58.503635, 16.515366 | 10054200760001 | Ladda upp en bild av detta fornminne      |
| Å 77:1                          | Stensättning                     |              | Å, Östergötland     |       | 58.488816, 16.490380 | 10054200770001 | Ladda upp en bild av detta fornminne      |
| Å 78:1                          | Gravfält                         |              | Å, Östergötland     |       | 58.492591, 16.500430 | 10054200780001 | Ladda upp en bild av detta fornminne      |
| Å 79:1                          | Stensättning                     |              | Å, Östergötland     |       | 58.489479, 16.502229 | 10054200790001 | Ladda upp en bild av detta fornminne      |
| Å 79:2                          | Stensättning                     |              | Å, Östergötland     |       | 58.489731, 16.503055 | 10054200790002 | Ladda upp en bild av detta fornminne      |
| Åtbäcken (Å 101:1)              | Lägenhetsbebyggelse              |              | Å, Östergötland     |       | 58.475057, 16.537861 | 10054201010001 | Ladda upp en bild av detta fornminne      |
| Klockargården (Å 132)           | Husgrund, historisk tid          |              | Å, Östergötland     |       | 58.483240, 16.501039 | 12000000023286 | Ladda upp en bild av detta fornminne      |
| Solberga (Å 140)                | Lägenhetsbebyggelse              |              | Å, Östergötland     |       | 58.481547, 16.534019 | 12000000023294 | Ladda upp en bild av detta fornminne      |
| Talltorpet (Å 142)              | Lägenhetsbebyggelse              |              | Å, Östergötland     |       | 58.471128, 16.546824 | 12000000023459 | Ladda upp en bild av detta fornminne      |
| Grindtorp (Å 143)               | Lägenhetsbebyggelse              |              | Å, Östergötland     |       | 58.471710, 16.539769 | 12000000023460 | Ladda upp en bild av detta fornminne      |
| Glasknappetorp (Å 145)          | Lägenhetsbebyggelse              |              | Å, Östergötland     |       | 58.470557, 16.548750 | 12000000023464 | Ladda upp en bild av detta fornminne      |
| Vårskalka (Å 146)               | Lägenhetsbebyggelse              |              | Å, Östergötland     |       | 58.469895, 16.550690 | 12000000023465 | Ladda upp en bild av detta fornminne      |
| Nybygget (Å 147)                | Lägenhetsbebyggelse              |              | Å, Östergötland     |       | 58.470706, 16.536443 | 12000000023467 | Ladda upp en bild av detta fornminne      |
| Eneberga (Å 148)                | Husgrund, historisk tid          |              | Å, Östergötland     |       | 58.469012, 16.560696 | 12000000023468 | Ladda upp en bild av detta fornminne      |